# 岩清水義教
岩清水 義教（いわしみず よしのり、生年不詳～1601年？）は、戦国時代の武将。高水寺斯波氏家臣で、岩清水舘城主。通称は右京（右京亮）。子は義因。

## 人物
主君の斯波詮直が政務を顧みず遊楽に耽る姿を見て主家の将来に不安を覚え（以前より詮直に怨恨を含んでいたともいう）、南部家の中野康実の誘いに乗って同家へ内通した。
天正16年（1588年）、同じく南部家へ内通していた簗田詮泰と共謀し、居城の岩清水館で兵を挙げた。斯波家からは討伐軍として、実兄の義長が率いる300余りの兵が派遣されたが、義教は地の利を生かし、わずか50名の寡兵をもってこれを破った。
この戦いは南部家が志和郡へ侵攻する契機となり、程なくして高水寺斯波氏は滅亡した。
その後は寝返りの報奨として、一千石をもって南部家へ召し抱えられた（『奥南落穂集』）。
慶長6年（1601年）、南部利直に従い岩崎一揆鎮圧のため出陣したが、討死した。
また一説によれば、利直の不興を買ったため、大菅生玄蕃の屋敷において切腹させられたともいう（『奥羽永慶軍記』）。